# Conflitto del Beagle
Il conflitto del Beagle fu la disputa territoriale tra Argentina e Cile sulla sovranità delle isole del canale Beagle e dello spazio marittimo adiacente, che rivestono un notevole valore strategico per il passaggio tra gli oceani Atlantico e Pacifico.

## Storia

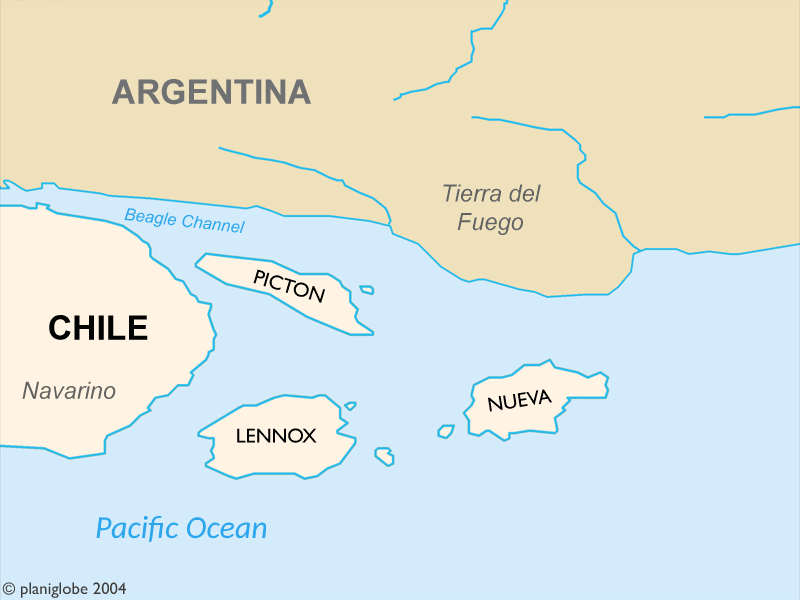
Le isole del canale Beagle.

I primi scontri risalgono al 1888 ma si riaccesero in particolare nel 1978, quando lo scontro armato sembrava imminente ma fu evitato grazie alla mediazione di Giovanni Paolo II e della Santa Sede, che agì in particolare tramite il nunzio apostolico argentino Pio Laghi, che si adoperò con successo nel 1978 nel raggiungimento di una soluzione diplomatica che permise di evitare l'escalation militare tra Argentina e Cile al culmine della crisi di confine nata per il possesso delle isole Picton, Lennox e Nueva. Questa "escalation" si scatenó quando il governo argentino dichiarò "insanabilmente nullo" il verdetto di una corte di arbitrato internazionale che nel 1977 aveva dato ragione al Cile.
Nel 1979, a seguito delle tensioni insorte papa Giovanni Paolo II nominò il cardinale Antonio Samorè suo rappresentante personale per dirimere la controversia tra i due stati sudamericani. Nei quattro anni di lavoro successivi, sino al 1983, il cardinal Samorè si adoperò strenuamente per il raggiungimento di un accordo che scongiurasse il pericolo di un conflitto armato. Nonostante la morte del cardinale a Roma il 3 febbraio 1983 la questione avrà una felice conclusione il 29 novembre 1984 con la sottoscrizione in Vaticano di un trattato di pace e di amicizia e con il solenne scambio degli strumenti di ratifica avvenuto in Vaticano il 2 maggio 1985 dove il ruolo avuto da Samorè fu apertamente riconosciuto da tutte le parti..